# Eric Paschall
Eric Paschall (ur. 4 listopada 1996 w North Tarrytown) – amerykański koszykarz, występujący na pozycji silnego skrzydłowego.
W 2019 reprezentował Golden State Warriors, podczas rozgrywek letniej ligi NBA w Las Vegas i Sacramento.
7 sierpnia 2021 trafił w wyniku wymiany do Utah Jazz. 7 marca 2023 dołączył do portorykańskiego Leones de Ponce. 10 kwietnia 2023 opuścił klub.

## Osiągnięcia
Stan na 28 października 2023, na podstawie, o ile nie zaznaczono inaczej.
NCAA
- Mistrz:
  - NCAA (2018)
  - turnieju konferencji Big East (2017–2019)
  - sezonu regularnego Big East (2017, 2019)
- Uczestnik turnieju NCAA (2017–2019)
- Laureat nagrody Philadelphia Big Five Most Improved Player (2018)
- Debiutant roku Atlantic 10 (2015)[6]
- Zaliczony do:
  - I składu:
    - Big East (2019)
    - turnieju:
      - Big East (2019)
      - Advocare Invitational (2019)

    - najlepszych pierwszorocznych zawodników Atlantic 10 (2015)
    - NCAA Final Four (2018 przez Associated Press)[7]

NBA
- Zaliczony do I składu debiutantów NBA (2020)[8]
- Uczestnik Rising Stars Challenge (2020)[9]